# لیگ دسته سوم فوتبال ایران
لیگ دسته سوم فوتبال ایران یا لیگ سه چهارمین لیگ معتبر در فوتبال ایران است. تا پیش از سال ۱۳۸۰ این لیگ سومین لیگ معتبر ایران بود اما پس از تغییر در ساختار لیگ فوتبال ایران این لیگ به چهارمین لیگ معتبر ایران تبدیل شد. در این لیگ ۳۶ تیم با هم رقابت میکنند.

## نحوه برگزاری
از هر گروه ۲ تیم به لیگ دسته دوم فوتبال ایران صعود می کنند. و از هر گروه ۴ تیم به لیگ دسته چهارم فوتبال ایران سقوط می کنند.

## تیم های حاضر
قرعه کشی این مرحله از مسابقات در تاریخ ۲۲ مهر ۱۴۰۳ انجام گرفت.
| تعداد | گروه | تیم                  | گروه | تیم                  | گروه | تیم                      |
| ----- | ---- | -------------------- | ---- | -------------------- | ---- | ------------------------ |
| ۱     | ۱    | پارسیان تهران        | ۲    | ساحل آستانه اشرفیه   | ۳    | استقلال شوش              |
| ۲     | ۱    | شریعت نوین مشهد      | ۲    | ستاره پیروز ایرانیان | ۳    | پارس‌گستر شیراز           |
| ۳     | ۱    | آسمان گلستان         | ۲    | اتحاد فومن           | ۳    | زاگرس جنوبی فیروزآباد    |
| ۴     | ۱    | صالحین تهران         | ۲    | خیبر نوین خرم آباد   | ۳    | البرز بم                 |
| ۵     | ۱    | خورشید طلایی چالوس   | ۲    | ستارگان سرخ آسیا     | ۳    | ایمان سبز شیراز          |
| ۶     | ۱    | پرواز سیمرغ مازندران | ۲    | یاسا دزفول           | ۳    | شایان دیزل کوار          |
| ۷     | ۱    | آرمان دژ بجنورد      | ۲    | رخش خودرو تبریز      | ۳    | مس نوین کرمان            |
| ۸     | ۱    | چالا سنگسر سمنان     | ۲    | آبیدر سنندج          | ۳    | نفت امیدیه               |
| ۹     | ۱    | کیان سام بابل        | ۲    | نفت و گاز غرب ایلام  | ۳    | ایران‌جوان بوشهر          |
| ۱۰    | ۱    | فرد نوین البرز       | ۲    | سامی اسپورت لنگرود   | ۳    | آلومینیوم نوین اراک      |
| ۱۱    | ۱    | آوانای مشهد          | ۲    | مهر خلیج تهران       | ۳    | نفت نوین آبادان          |
| ۱۲    | ۱    | گلچین رباط کریم      | ۲    | شاهین دهداری تهران   | ۳    | ملوان نیروی دریایی بوشهر |

به‌روزرسانی شده در ۱۵ مهر ۱۴۰۳

## فصل های لیگ ۳
| دوره         | فصل                                 | قهرمان گروه ۱      | قهرمان گروه ۲     | قهرمان گروه ۳             |
| ------------ | ----------------------------------- | ------------------ | ----------------- | ------------------------- |
| اول          | لیگ دسته سوم فوتبال ایران ۸۱-۱۳۸۰   |                    |                   |                           |
| دوم          | لیگ دسته سوم فوتبال ایران ۸۲-۱۳۸۱   |                    |                   |                           |
| سوم          | لیگ دسته سوم فوتبال ایران ۸۳-۱۳۸۲   |                    |                   |                           |
| چهارم        | لیگ دسته سوم فوتبال ایران ۸۴-۱۳۸۳   |                    |                   |                           |
| پنجم         | لیگ دسته سوم فوتبال ایران ۸۵-۱۳۸۴   |                    |                   |                           |
| ششم          | لیگ دسته سوم فوتبال ایران ۱۳۸۶-۱۳۸۵ |                    |                   |                           |
| هفتم         | لیگ دسته سوم فوتبال ایران ۱۳۸۷-۱۳۸۶ |                    |                   |                           |
| هشتم         | لیگ دسته سوم فوتبال ایران ۱۳۸۸-۱۳۸۷ |                    |                   |                           |
| نهم          | لیگ دسته سوم فوتبال ایران ۱۳۸۹-۱۳۸۸ | ذوب‌آهن نوین اصفهان | چوکای تالش        | نفت امیدیه                |
| دهم          | لیگ دسته سوم فوتبال ایران ۱۳۹۰-۱۳۸۹ | مهر کرج            | نفت محمودآباد     | ملی حفاری اهواز           |
| یازدهم       | لیگ دسته سوم فوتبال ایران ۱۳۹۱-۱۳۹۰ | استقلال ساری       | شهرداری لنگرود    | پرسپولیس گناوه            |
| دوازدهم      | لیگ دسته سوم فوتبال ایران ۱۳۹۲-۱۳۹۱ | پیام صنعت آمل      | کارون خوزستان     | بهمن شیراز                |
| سیزدهم       | لیگ دسته سوم فوتبال ایران ۱۳۹۳-۱۳۹۲ | استقلال ب تهران    | خونه به خونه بابل | ذوب‌آهن نوین اصفهان        |
| چهاردهم      | لیگ دسته سوم فوتبال ایران ۱۳۹۴-۱۳۹۳ | مقاومت تهران       | کارای شیراز       | شهرداری ماهشهر            |
| پانزدهم      | لیگ دسته سوم فوتبال ایران ۱۳۹۵-۱۳۹۴ | شهرداری فومن       | شهرداری همدان     | قشقایی شیراز              |
| شانزدهم      | لیگ دسته سوم فوتبال ایران ۱۳۹۶-۱۳۹۵ | خوشه طلایی ساوه    | پرسپولیس مشهد     | مس نوین کرمان             |
| هفدهم        | لیگ دسته سوم فوتبال ایران ۱۳۹۷-۱۳۹۶ | چوکای تالش         | شهرداری کامیاران  | استقلال رامشیر            |
| هجدهم        | لیگ دسته سوم فوتبال ایران ۱۳۹۸-۱۳۹۷ | شهرداری آستارا     | ملی حفاری اهواز   | شهدا رزکان البرز          |
| نوزدهم       | لیگ دسته سوم فوتبال ایران ۱۳۹۹-۱۳۹۸ | ویستا توربین       | محتشم تبریز       | شاهین بندر عامری          |
| بیستم        | لیگ دسته سوم فوتبال ایران ۱۴۰۰-۱۳۹۹ | شهرداری نوشهر      | شهید اورکی        | ون پارس اصفهان            |
| بیست و یکم   | لیگ دسته سوم فوتبال ایران ۱۴۰۱-۱۴۰۰ | مردانپاشا البرز    | پانیک تالش        | فولاد هرمزگان             |
| بیست و دوم   | لیگ دسته سوم فوتبال ایران ۱۴۰۲-۱۴۰۱ | سامیت تهران        | کویر‌مقوا تهران    | شناورسازی جام وطن قشم     |
| بیست و سوم   | لیگ دسته سوم فوتبال ایران ۱۴۰۳-۱۴۰۲ | عقاب تهران         | استقلال زیدون     | باشگاه فوتبال شاهین تهران |
| بیست و چهارم | لیگ دسته سوم فوتبال ایران ۱۴۰۴-۱۴۰۳ | آسمان گلستان       | ستارگان سرخ آسیا  | ملوان بوشهر               |

- ساختار لیگ دسته سوم فوتبال ایران در سال‌های اخیر تغییرات فراوانی داشته است.
- در سال‌های اخیر،‌ لیگ دسته سوم فوتبال ایران ابتدا به صورت چند گروه در مرحله مقدماتی برگزار شده و در نهایت چند تیم برتر از تمامی گروه‌ها،‌ در ۳ گروه به رقابت می‌پردازند تا تکلیف قهرمان هر گروه مشخص شود.
- سهمیه صعود به لیگ دسته دوم فوتبال ایران، به قهرمانان گروه‌های سه‌گانه تعلق دارد و در برخی موارد برای سهمیه‌های چهارم و پنجم،‌ میان نائب‌قهرمان‌های ۳ گروه نهایی به همراه بهترین تیم سوم گروه،‌ بازی حذفی برگزار می‌گردد.[۲]